# 基里維納-古迪納夫縣
8°30′S 151°04′E / 8.500°S 151.067°E
基里維納-古迪納夫縣（英語：Kiriwina-Goodenough District），是巴布亞新畿內亞的縣份之一，位於新畿內亞島東南部，由米爾恩灣省負責管轄，首府設於基里維納島，面積1,107平方公里，2011年人口63,916，人口密度每平方公里58人。